# Andriej Razin
Andriej Władimirowicz Razin (ros. Андрей Владимирович Разин; ur. 23 października 1973 w Togliatti) – rosyjski hokeista, reprezentant Rosji. Trener hokejowy.

## Kariera klubowa
- CSK WWS Samara (1990-1993)
- Łada Togliatti (1993-1994)
- Łada 2 Togliatti (1993/1994)
- Mietałłurg Magnitogorsk (1994-1996)
- CSK WWS Samara (1996-1997)
- Mietałłurg Magnitogorsk (1997-2001)
- Mietałłurg 2 Magnitogorsk (1995-2000)
- Dinamo Moskwa (2001-2003)
- CSKA Moskwa (2003-2004)
- Awangard Omsk (2004)
- Mietałłurg Magnitogorsk (2004-2005)
- HK MWD Bałaszycha (2005-2006)
- Chimik Woskriesiensk (2006-2007)

Przez wiele lat występował w zespołach superlidze rosyjskiej. Z sukcesami występował w drużynie Mietałłurga Magnitogorsk. Zgrany atak tworzyli z nim Rawil Gusmanow i Aleksandr Golc (w odniesieniu do Golca i Razina miejscowi kibice stworzyli określenie „Raz i Gol”). Karierę zakończył w 2007.
Uczestniczył w turniejach mistrzostw świata w 2001, 2002.

## Kariera trenerska
- Kristałł Saratów (2012-2013), główny trener
- Iżstal Iżewsk (2013-2015), główny trener
- Awtomobilist Jekaterynburg (2015-2016), główny trener
- Jugra Chanty-Mansyjsk (2016-2017), główny trener
- Admirał Władywostok (2017-2018), główny trener
- Siewierstal Czerepowiec (2018-2023), główny trener

Po zakończeniu kariery został trenerem. W sezonie Wysszaja Chokkiejnaja Liga (2012/2013) był szkoleniowcem Kristałła Saratów. Od 2015 do końca października 2016 był trenerem Awtomobilista Jekaterynburg, po czym w grudniu 2016 został szkoleniowcem Jugry Chanty-Mansyjsk, z przeznaczeniem do kwietnia 2017. 
Od końca grudnia 2018 do połowy stycznia 2018 trenował Admirał Władywostok. W listopadzie 2018 został głównym trenerem Siewierstali Czerepowiec. Odszedł z posady w marcu 2023.

## Sukcesy
Zawodnicze reprezentacyjne
- Srebrny medal mistrzostw świata: 2002

Zawodnicze klubowe
- Srebrny medal mistrzostw Rosji: 1993 z Ładą Togliatti, 1998, 2001, 2004 z Mietałłurgiem Magnitogorsk
- Złoty medal mistrzostw Rosji: 1994 z Ładą Togliatti, 1999, 2001 z Mietałłurgiem Magnitogorsk
- Brązowy medal mistrzostw Rosji: 1995, 2000 z Mietałłurgiem Magnitogorsk
- Mistrzostwo Europejskiej Ligi Hokejowej: 1999, 2000 z Mietałłurgiem Magnitogorsk
- Puchar Spenglera: 2005 z Mietałłurgiem Magnitogorsk

Zawodnicze indywidualne
- Superliga rosyjska w hokeju na lodzie (2000/2001):
  - Złoty Kij - Najbardziej Wartościowy Gracz (MVP) rundy zasadniczej
  - Złoty Kask (przyznawany sześciu zawodnikom wybranym do składu gwiazd sezonu)
- Superliga rosyjska w hokeju na lodzie (2001/2002):
  - Złoty Kask (przyznawany sześciu zawodnikom wybranym do składu gwiazd sezonu)

Zawodnicze wyróżnienie
- Zasłużony Mistrz Sportu Rosji w hokeju na lodzie: 2002

Szkoleniowe klubowe
- Puchar Gagarina – mistrzostwo KHL:  2024 z Mietałłurgiem
- Złoty medal mistrzostw Rosji: 2024 z Mietałłurgiem